# Хуан Луїс Санфуентес
Хуан Луїс Санфуентес (ісп. Juan Luis Sanfuentes, 27 грудня 1858, Сантьяго, Чилі — 16 липня 1930, там же) чилійське політичний діяч. Президент Чилі (1910—1915).
Народився 27 грудня 1858 в столиці Чилі Сантьяго. Сімнадцятий президент Чилі з 23 грудня 1915 року по 23 грудня 1920 року. Син відомого чилійського письменника Сальвадора Санфуентеса.